# Jonathan Paredes
Jonathan Felipe Paredes Hernández (Duitama, Boyacá, 4 de abril de 1989-Tuta, 19 de mayo de 2025) fue un ciclista colombiano. Cumplía una sanción impuesta por la UCI, por violación a las reglas antidopaje (ADVR) por haber dado positivo por el uso de CERA (EPO de tercera generación) durante la Vuelta a Colombia 2017.

## Palmarés
2013
- 2º en el Campeonato de Colombia en Ruta
- Campeonato Panamericano en Ruta

## Equipos
- Supergiros-Aguardiente Blanco del Valle (2013)
- Colombia (2014-2015)

## Fallecimiento
El 19 de mayo de 2025, mientras practicaba en su bicicleta en la vía que conecta Tunja con Paipa en la jurisdicción de Tuta, fue arrollado por un vehículo. A causa de la gravedad de las heridas sufridas en el accidente, falleció en el lugar de los hechos.